# Cratere Harkhebi
Harkhebi è un grande cratere lunare di 337,14 km situato nella parte nord-occidentale della faccia nascosta della Luna.
Il cratere è dedicato all'omonimo astronomo egiziano.

## Crateri correlati
Alcuni crateri minori situati in prossimità di Harkhebi sono convenzionalmente identificati, sulle mappe lunari, attraverso una lettera associata al nome.
| Harkhebi | Coordinate             | Diametro (in km) |
| -------- | ---------------------- | ---------------- |
| H        | 39°24′00″N 99°43′48″E  | 28,93            |
| J        | 37°25′12″N 103°21′36″E | 43,11            |
| K        | 35°48′36″N 100°45′36″E | 25,92            |
| T        | 40°02′24″N 95°18′36″E  | 18,5             |
| U        | 40°46′48″N 96°48′36″E  | 18,16            |
| W        | 43°21′N 95°33′E        | 17,4             |